# Lista campionilor mondiali la box, IBO

## Categoria grea
| Nmr. | Nume               | Timp ca campion              | Apărari |
| ---- | ------------------ | ---------------------------- | ------- |
| 1    | Pinklon Thomas     | 1992-11-14 – 1993-01-29r     | 0       |
| 2    | Lionel Butler      | 1993-02-23 – March 1993r     | 0       |
| 3    | Danell Nicholson   | 1994-08-04 – 1994r           | 0       |
| 4    | Jimmy Thunder      | 1994-10-29 – 1995r           | 2       |
| 5    | Brian Nielsen      | 1996-01-12 – September 1999r | 5       |
| 6    | Lennox Lewis       | 1999-11-13 – 2001-04-22      | 3       |
| 7    | Hasim Rahman       | 2001-04-22 – 2001-11-17      | 0       |
| 8    | Lennox Lewis (2)   | 2001-11-17 – 2004-02-06r     | 2       |
| 9    | Wladimir Klitschko | 2006-04-22 – 2015-11-28      | 18      |
| 10   | Tyson Fury         | 2015-11-28 – 2016-10-12r     | 0       |
| 11   | Anthony Joshua     | 2017-4-29 – present          | 0       |

## Categoria cruiser
| Nmr. | Nume                | Timp ca campion          | Apărari |
| ---- | ------------------- | ------------------------ | ------- |
| 1    | David Izeqwire      | 1993-12-28 – 1994-11-05  | 1       |
| 2    | Adolpho Washington  | 1994-11-05 – 1995-03-17s | 0       |
| 3    | Ted Cofie           | 1995-11-03 – 1997r       | 0       |
| 4    | Booker T. Word      | 1997-04-18 – 1997r       | 0       |
| 5    | James Toney         | 1997-06-14 – 1998r       | 0       |
| 6    | Robert Daniels      | 1998-05-05 – 1999r       | 0       |
| 7    | Thomas Hearns       | 1999-04-10 – 2000-04-08  | 0       |
| 8    | Uriah Grant         | 2000-04-08 – 2001-02-03  | 0       |
| 9    | Carl Thompson       | 2001-02-03 – 2001-11-26  | 0       |
| 10   | Ezra Sellers        | 2001-11-26 – 2002-04-06s | 0       |
| 11   | Sebastiaan Rothmann | 2002-10-26 – 2004-02-06  | 1       |
| 12   | Carl Thompson (2)   | 2004-02-06 – 2005-11-26r | 1       |
| 13   | Tomasz Adamek       | 2007-06-09 – 2008r       | 0       |
| 14   | Johnathon Banks     | 2008-07-12 – 2009-02-27s | 0       |
| 15   | Danny Green         | 2009-08-15 – 2011-07-20  | 4       |
| 16   | Antonio Tarver      | 2011-07-20 – July 2012s  | 1       |
| 17   | Danny Green (2)     | 2012-11-21 – 2013r       | 0       |
| 18   | Ola Afolabi         | 2013-11-02 – 2015r       | 0       |
| 19   | Rakhim Chakhkiev    | 2015-05-22 – 2015-11-04  | 0       |
| 20   | Ola Afolabi (2)     | 2015-11-04 – 2016-02-27  | 0       |
| 21   | Marco Huck          | 2016-02-27 – 2017-04-01s | 1       |
| 22   | Kevin Lerena        | 2017-09-09 – present     | 0       |

## Categoria semigrea
| Nmr. | Nume               | Timp ca campion          | Apărari |
| ---- | ------------------ | ------------------------ | ------- |
| 1    | Lenny LaPaglia     | 1993-08-20 – 1993r       | 0       |
| 2    | Drake Thadzi       | 1997-05-14 – 1998-12-12r | 1       |
| 3    | Roy Jones Jr.      | 2000-09-09 – 2004-05-15  | 5       |
| 4    | Antonio Tarver     | 2004-05-15 – 2004-12-18  | 0       |
| 5    | Glen Johnson       | 2004-12-18 – 2005-06-18  | 0       |
| 6    | Antonio Tarver (2) | 2005-06-18 – 2006-06-10  | 1       |
| 7    | Bernard Hopkins    | 2006-06-10 – 2007r       | 0       |
| 8    | Antonio Tarver (3) | 2007-06-09 – 2008-10-11  | 2       |
| 9    | Chad Dawson        | 2008-10-11 – 2010-08-14  | 2       |
| 10   | Jean Pascal        | 2010-08-14 – 2011-05-21  | 1       |
| 11   | Andrzej Fonfara    | 2012-11-16 – 2013s       | 0       |
| 12   | Blake Caparello    | 2013-10-17 – 2014s       | 0       |
| 13   | Thomas Oosthuizen  | 2015-03-14 – 2015-06-05s | 0       |
| 14   | Umar Salamov       | 2016-05-21 – 2017s       | 0       |
| 15   | Igor Mikhalkin     | 2017-05-19 – present     | 0       |

## Categoria super-mijlocie
| Nmr. | Nume                | Timp ca campion          | Apărari |
| ---- | ------------------- | ------------------------ | ------- |
| 1    | Willie Ball         | 1992-07-17 – 1992-10-09  | 0       |
| 2    | Todd Nadon          | 1992-10-09 – 1993r       | 0       |
| 3    | Vinny Pazienza      | 1993-12-28 – 1994r       | 0       |
| 4    | Rick Thornberry     | 1995-04-21 – 1996s       | 0       |
| 5    | Karl Willis         | 1996-10-13 – 1996s       | 0       |
| 6    | Eddie White         | 1996-11-27 – 1997s       | 0       |
| 7    | Mads Larsen         | 1997-05-02 – 1999r       | 4       |
| 8    | Dana Rosenblatt     | 1999-11-05 – 2000r       | 0       |
| 9    | Adrian Dodson       | 2001-03-03 – 2001-04-07  | 0       |
| 10   | Ramon Arturo Brítez | 2001-04-07 – 2001-12-10  | 0       |
| 11   | Brian Magee         | 2001-12-10 – 2004-06-26  | 7       |
| 12   | Robin Reid          | 2004-06-26 – 2005-08-06  | 0       |
| 13   | Jeff Lacy           | 2005-08-06 – 2006-03-04s | 1       |
| 14   | Fulgencio Zúñiga    | 2007-09-01 – 2008r       | 0       |
| 15   | Sakio Bika          | 2008-11-13 – 2010s       | 0       |
| 16   | Isaac Chilemba      | 2010-06-19 – 2011s       | 1       |
| 17   | Thomas Oosthuizen   | 2011-03-26 – 2014s       | 7       |
| 18   | Donovan George      | 2014-08-23 – 2014s       | 0       |
| 19   | Zac Dunn            | 2015-06-27 – 2016s       | 0       |
| 20   | Renold Quinlan      | 2016-10-14 – 2017-02-04  | 0       |
| 21   | Chris Eubank Jr.    | 2017-02-04 – present     | 1       |

## Categoria mijlocie
| Nmr. | Nume                | Timp ca campion         | Apărari |
| ---- | ------------------- | ----------------------- | ------- |
| 1    | Glenwood Brown      | 1995-08-25 – 1997r      | 0       |
| 2    | Freeman Barr        | 1997-09-20 – 1998r      | 1       |
| 3    | Mpush Makambi       | 1998-09-08 – 2000-09-30 | 3       |
| 4    | Raymond Joval       | 2000-09-30 – 2004s      | 4       |
| 5    | Raymond Joval (2)   | 2005-06-03 – 2006r      | 1       |
| 6    | Daniel Geale        | 2007-12-14 – 2009-05-27 | 1       |
| 7    | Anthony Mundine     | 2009-05-27 – 2009r      | 0       |
| 8    | Peter Manfredo Jr.  | 2010-05-22 – 2011s      | 0       |
| 9    | Avtandil Khurtsidze | 2011-03-13 – 2011s      | 1       |
| 10   | Gennady Golovkin    | 2011-12-09 – present    | 15      |

## Categoria super-semimijlocie
| Nmr. | Nume                    | Timp ca campion         | Apărari |
| ---- | ----------------------- | ----------------------- | ------- |
| 1    | Lonnie Beasley          | 1993-04-10 – 1994r      | 0       |
| 2    | Lester Ellis            | 1995-07-17 – 1995s      | 0       |
| 3    | Patrick Goossen         | 1996-06-26 – 1996r      | 0       |
| 4    | Manny Sobral            | 1996-12-12 – 1997r      | 1       |
| 5    | Adrian Stone            | 2000-04-15 – 2001r      | 3       |
| 6    | Richard Williams        | 2001-12-01 – 2003-06-21 | 3       |
| 7    | Sergio Gabriel Martínez | 2003-06-21 – 2004r      | 2       |
| 8    | Mihály Kótai            | 2005-06-04 – 2006-03-03 | 1       |
| 9    | Steve Conway            | 2006-03-03 – 2006-06-03 | 0       |
| 10   | Attila Kovács           | 2006-06-03 – 2008s      | 1       |
| 11   | Zaurbek Baysangurov     | 2010-12-04 – 2012s      | 1       |
| 12   | Zaurbek Baysangurov (2) | 2014-04-12 – 2015s      | 0       |
| 13   | Erislandy Lara          | 2015-06-12 – present    | 3       |

## Categoria semi-mijlocie
| Nmr. | Nume                 | Timp ca campion          | Apărari |
| ---- | -------------------- | ------------------------ | ------- |
| 1    | Kenny Gould          | 1993-01-08 – 1993r       | 0       |
| 2    | Johnny Bizzarro      | 1993-08-18 – 1994-08-04  | 1       |
| 3    | Roger Mayweather     | 1994-08-04 – 1995r       | 1       |
| 4    | Kip Diggs            | 1995-06-30 – 1995r       | 0       |
| 5    | Kevin Lueshing       | 1996-07-17 – 1997-01-11s | 0       |
| 6    | José Antonio Rivera  | 1997-04-25 – 1998r       | 0       |
| 7    | Dingaan Thobela      | 1999-03-06 – 1999r       | 0       |
| 8    | Peter Malinga        | 1999-10-22 – 2000r       | 0       |
| 9    | Willy Wise           | 2000-12-02 – 2001-06-11  | 0       |
| 10   | Jawaid Khaliq        | 2001-06-11 – 2004-02-14r | 7       |
| 11   | Floyd Mayweather Jr. | 2006-04-08 – 2007r       | 1       |
| 12   | Isaac Hlatshwayo     | 2007-05-12 – 2008r       | 2       |
| 13   | Lovemore Ndou        | 2009-07-11 – 2010s       | 2       |
| 14   | Chris van Heerden    | 2011-09-24 – 2014s       | 2       |
| 15   | Ali Funeka           | 2014-11-15 – 2015-07-24  | 0       |
| 16   | Tsiko Mulovhedzi     | 2015-07-24 – 2017s       | 1       |

## Categoria super-ușoară
| Nmr. | Nume                   | Timp ca campion          | Apărari |
| ---- | ---------------------- | ------------------------ | ------- |
| 1    | Mike Evgen             | 1992-04-09 – 1992r       | 0       |
| 2    | Mike Johnson           | 1993-02-19 – 1994r       | 1       |
| 3    | Roger Mayweather       | 1994-05-28 – 1994r       | 0       |
| 4    | Lester Ellis           | 1994-12-03 – 1995r       | 0       |
| 5    | Mario Martínez         | 1995-07-29 – 1995r       | 0       |
| 6    | Darrell Hiles          | 1995-09-23 – 1995r       | 0       |
| 7    | Verdell Smith          | 1996-01-18 – 1996r       | 0       |
| 8    | Johar Abu Lashin       | 1997-02-28 – 1997r       | 0       |
| 9    | Israel Cardona         | 1997-04-25 – 1997r       | 0       |
| 10   | Ener Julio             | 1998-09-12 – 1998r       | 1       |
| 11   | Newton Villarreal      | 2000-02-05 – 2001-04-07  | 2       |
| 12   | Billy Schwer           | 2001-04-07 – 2001-07-14  | 0       |
| 13   | Pablo Daniel Sarmiento | 2001-07-14 – 2004-05-08  | 3       |
| 14   | Colin Lynes            | 2004-05-08 – 2005r       | 1       |
| 15   | Stevie Johnston        | 2006-01-27 – 2006r       | 0       |
| 16   | Ricky Hatton           | 2007-01-20 – 2009-05-02  | 3       |
| 17   | Manny Pacquiao         | 2009-05-02 – 2010s       | 0       |
| 18   | Kaizer Mabuza          | 2012-03-03 – 2012-06-20  | 0       |
| 19   | Khabib Allakhverdiev   | 2012-06-20 – 2014-04-12  | 2       |
| 20   | Eduard Troyanovsky     | 2015-04-10 – 2016-12-03  | 3       |
| 21   | Julius Indongo         | 2016-12-03 – 2017-08-07s | 1       |

## Categoria ușoară
| Nmr. | Nume                | Timp ca campion                                        | Apărari |
| ---- | ------------------- | ------------------------------------------------------ | ------- |
| 1    | Anthony Boyle       | 1993-12-28 – 1994r                                     | 0       |
| 2    | Amado Cabato        | 1994-12-11 – 1995-03-10                                | 0       |
| 3    | Lester Ellis        | 1995-03-10 – 1995r                                     | 0       |
| 4    | Billy Irwin         | 1995-06-08 – 1995r                                     | 0       |
| 5    | Leavander Johnson   | 1995-07-29 – 1996r                                     | 0       |
| 6    | Tony Pep            | 1996-03-07 – 1997r                                     | 1       |
| 7    | Michael Ayers       | 1999-03-12 – 2001-12-26r                               | 6       |
| 8    | Jason Cook          | 2003-11-08 – 2004-11-05                                | 1       |
| 9    | Aldo Nazareno Ríos  | 2004-11-05 – 2005r                                     | 0       |
| 10   | Isaac Hlatshwayo    | 2005-08-31 – 2006r                                     | 2       |
| 11   | Juan Díaz           | 2008-09-06 – 2009-02-28s                               | 0       |
| 12   | Mlungisi Dlamini    | 2009-10-31 – 2010-01-29 (died in a vehicular accident) | 0       |
| 13   | Leonardo Zappavigna | 2010-03-06 – 2010s                                     | 0       |
| 14   | Emiliano Marsili    | 2012-01-20 – 2012s                                     | 0       |
| 15   | Daud Yordan         | 2013-07-06 – 2014s                                     | 1       |
| 16   | Xolisani Ndongeni   | 2015-11-28 – 2016s                                     | 0       |
| 17   | Emmanuel Tagoe      | 2016-12-02 – present                                   | 0       |

## Categoria super-pană
| Nmr. | Nume                  | Timp ca campion          | Apărari |
| ---- | --------------------- | ------------------------ | ------- |
| 1    | John Roby             | 1993-04-03 – 1994-04-21  | 0       |
| 2    | Jeff Mayweather       | 1994-04-21 – 1995-08-25  | 2       |
| 3    | Israel Cardona        | 1995-08-25 – 1995r       | 0       |
| 4    | Jimmi Bredahl         | 1996-03-29 – 1996r       | 0       |
| 5    | Israel Cardona (2)    | 1996-04-12 – 1996r       | 0       |
| 6    | Troy Dorsey           | 1996-10-18 – 1997r       | 0       |
| 7    | Charles Shepherd      | 1999-07-31 – 2000-02-26  | 0       |
| 8    | Affif Djelti          | 2000-02-26 – 2002r       | 3       |
| 9    | Cassius Baloyi        | 2002-04-17 – 2006-07-29  | 5       |
| 10   | Gairy St Clair        | 2006-07-29 – 2006-11-04s | 0       |
| 11   | Cassius Baloyi (2)    | 2007-02-03 – 2007r       | 0       |
| 12   | Billy Dib             | 2008-07-30 – 2008s       | 0       |
| 13   | Zolani Marali         | 2009-04-02 – 2009-09-12  | 0       |
| 14   | Kim Ji-hoon           | 2009-09-12 – 2010r       | 0       |
| 15   | Will Tomlinson        | 2011-11-30 – 2014s       | 3       |
| 16   | José Pedraza          | 2014-03-22 – 2014s       | 0       |
| 17   | Jack Asis             | 2015-04-11 – 2016-08-05  | 0       |
| 18   | Malcolm Klassen       | 2016-08-05 – 2017s       | 0       |
| 19   | Shavkatdzhon Rakhimov | 2017-09-09 – present     | 0       |

## Categoria pană
| Nmr. | Nume                  | Timp ca campion         | Apărari |
| ---- | --------------------- | ----------------------- | ------- |
| 1    | Derrick Gainer        | 1993-11-30 – 1994r      | 0       |
| 2    | Radford Beasley       | 1997-09-26 – 1998r      | 0       |
| 3    | Junior Jones          | 1999-04-10 – 1999r      | 0       |
| 4    | Marco Antonio Barrera | 2001-04-07 – 2002r      | 0       |
| 5    | Naseem Hamed          | 2002-05-18 – 2002r      | 0       |
| 6    | Michael Brodie        | 2003-06-21 – 2003r      | 0       |
| 7    | Vuyani Bungu          | 2004-02-07 – 2005-06-25 | 0       |
| 8    | Thomas Mashaba        | 2005-06-25 – 2008-03-07 | 4       |
| 9    | Cristóbal Cruz        | 2008-03-07 – 2008r      | 0       |
| 10   | Fernando Beltrán, Jr. | 2008-08-22 – 2009r      | 0       |
| 11   | Jackson Asiku         | 2009-11-06 – 2010-09-15 | 0       |
| 12   | Jhonny González       | 2010-09-15 – 2011s      | 0       |
| 13   | Daud Yordan           | 2012-05-05 – 2013-04-14 | 1       |
| 14   | Simpiwe Vetyeka       | 2013-04-14 – 2014s      | 1       |
| 15   | Lusanda Komanisi      | 2014-07-18 – 2016s      | 2       |
| 16   | Claudio Marrero       | 2017-04-29 – present    | 0       |

## Categoria super-cocoș
| Nmr. | Nume              | Timp ca campion          | Apărari |
| ---- | ----------------- | ------------------------ | ------- |
| 1    | John Lowey        | 1995-04-20 – 1995r       | 0       |
| 2    | Serhiy Divakov    | 1996-05-21 – 1997r       | 0       |
| 3    | Patrick Mullings  | 1998-03-28 – 1998-08-08  | 0       |
| 4    | Simon Ramoni      | 1998-08-08 – 2001r       | 3       |
| 5    | Paulie Ayala      | 2001-08-04 – 2002r       | 1       |
| 6    | Zolani Marali     | 2003-07-11 – 2004-05-22  | 0       |
| 7    | Thomas Mashaba    | 2004-05-22 – 2005r       | 0       |
| 8    | Takalani Ndlovu   | 2005-11-04 – 2007-07-14s | 3       |
| 9    | Mike Oliver       | 2007-11-08 – 2008r       | 0       |
| 10   | Tshifhiwa Munyai  | 2011-03-26 – 2012r       | 0       |
| 11   | Alexander Bakhtin | 2012-09-18 – 2013-04-20r | 0       |
| 12   | Thabo Sonjica     | 2013-07-06 – 2014-08-08s | 1       |
| 13   | Paulus Ambunda    | 2015-08-01 – 2016-06-11  | 1       |
| 14   | Moises Flores     | 2016-06-11 – 2017-06-17s | 0       |

## Categoria cocoș
| Nmr. | Nume               | Timp ca campion          | Apărari |
| ---- | ------------------ | ------------------------ | ------- |
| 1    | Johnny Bredahl     | 1996-02-16 – 1998-06-05r | 7       |
| 2    | Noel Wilders       | 2000-03-20 – 2001r       | 1       |
| 3    | José Sanjuanelo    | 2001-07-14 – 2002-03-02  | 1       |
| 4    | Silence Mabuza     | 2002-03-02 – 2005-11-05  | 6       |
| 5    | Rafael Márquez     | 2005-11-05 – 2006r       | 1       |
| 6    | Silence Mabuza (2) | 2007-05-12 – 2009r       | 2       |
| 7    | Simpiwe Vetyeka    | 2009-07-11 – 2010r       | 0       |
| 8    | Vic Darchinyan     | 2010-05-20 – 2010-12-11s | 0       |
| 9    | Vic Darchinyan (2) | 2011-04-23 – 2011-12-03s | 1       |
| 10   | Joseph Agbeko      | 2013-03-22 – 2013s       | 0       |
| 11   | Juan Carlos Payano | 2015-08-02 – 2016-06-18  | 0       |
| 12   | Rau'shee Warren    | 2016-06-18 – 2017-02-10s | 0       |

## Categoria super-muscă
| Nmr. | Nume                 | Timp ca campion         | Apărari |
| ---- | -------------------- | ----------------------- | ------- |
| 1    | Ángel Almena         | 1995-07-29 – 1995r      | 0       |
| 2    | Ilido Julio          | 1998-09-19 – 1999-01-08 | 0       |
| 3    | Edison Torres        | 1999-01-08 – 1999-04-03 | 0       |
| 4    | Mauricio Pastrana    | 1999-04-03 – 1999r      | 0       |
| 5    | Lunga Ntontela       | 2002-12-13 – 2003r      | 0       |
| 6    | Jason Booth          | 2003-09-20 – 2004-12-17 | 1       |
| 7    | Damaen Kelly         | 2004-12-17 – 2005r      | 0       |
| 8    | Mbwana Matumla       | 2006-11-04 – 2007r      | 0       |
| 9    | Vic Darchinyan       | 2007-10-20 – 2008r      | 0       |
| 10   | Zolile Mbityi        | 2008-05-31 – 2009r      | 0       |
| 11   | Gideon Buthelezi     | 2012-11-10 – 2013-06-15 | 0       |
| 12   | Edrin Dapudong       | 2013-06-15 – 2014-07-18 | 0       |
| 13   | Lwandile Sityatha    | 2014-07-18 – 2015r      | 2       |
| 14   | Gideon Buthelezi (2) | 2015-12-18 – present    | 3       |

## Categoria muscă
| Nmr. | Nume                | Timp ca campion          | Apărari |
| ---- | ------------------- | ------------------------ | ------- |
| 1    | Scotty Olson        | 1994-12-09 – 1998r       | 5       |
| 2    | Zolile Mbityi       | 1999-10-22 – 2000-09-30  | 1       |
| 3    | Damaen Kelly        | 2000-09-30 – 2001-11-21s | 1       |
| 4    | Masibulele Makepula | 2002-01-26 – 2002-09-14  | 0       |
| 5    | Mzukisi Sikali      | 2002-09-14 – 2005-03-27  | 2       |
| 6    | Vic Darchinyan      | 2005-03-27 – 2007-07-07  | 5       |
| 7    | Nonito Donaire      | 2007-07-07 – 2009r       | 3       |
| 8    | César Seda          | 2009-09-18 – 2010s       | 0       |
| 9    | Moruti Mthalane     | 2014-03-15 – present     | 3       |

## Categoria semi-muscă
| Nmr. | Nume                     | Timp ca campion          | Apărari |
| ---- | ------------------------ | ------------------------ | ------- |
| 1    | José Sanjuanelo          | 1998-11-07 – 2000-08-26  | 0       |
| 2    | José García Bernal       | 2000-08-26 – 2002-04-17  | 1       |
| 3    | Monelisi Mhikiza Myekeni | 2002-04-17 – 2004s       | 1       |
| 4    | Hekkie Budler            | 2010-02-27 – 2011-01-27  | 1       |
| 5    | Gideon Buthelezi         | 2011-01-27 – 2011-09-24s | 0       |
| 6    | Rey Loreto               | 2014-02-01 – 2016s       | 1       |
| 7    | Hekkie Budler (2)        | 2017-02-04 – 2017-09-16  | 0       |
| 7    | Milan Melindo            | 2017-09-16 – present     | 0       |

## Categoria pai
| Nmr. | Nume             | Timp ca campion          | Apărari |
| ---- | ---------------- | ------------------------ | ------- |
| 1    | Noel Tuñacao     | 2003-03-08 – 2003-12-16r | 0       |
| 2    | Nkosinathi Joyi  | 2006-11-04 – June 2009s  | 3       |
| 3    | Gideon Buthelezi | 2010-06-19 – 2011-01-27r | 0       |
| 4    | Hekkie Budler    | 2011-09-24 – 2016-03-19  | 8       |
| 5    | Simphiwe Khonco  | 2016-06-11 – present     | 2       |